# Andrea Wicke
Andrea Wicke  (* 19. März 1960 in Wien) ist eine österreichische Diplomatin und Musikschauspielerin.

## Lebenslauf
Andrea Wicke wuchs in Steyr auf. Sie studierte Germanistik und Geschichte in Wien und gleichzeitig Gesang und Klavier an der Musikhochschule Wien sowie Schauspiel und Operette am Konservatorium der Stadt Wien. Einige Jahre trat sie als Schauspielerin, Operetten- und Musical-Sängerin auf, etwa am Salzburger Landestheater, am Theater in der Josefstadt und am Wiener Volkstheater.
1994 schloss sie einen postgradualen Lehrgang für Internationale Studien an der Universität Wien ab und trat in den diplomatischen Dienst ein. Sie war kurz nach Ende des Kroatienkrieges in der Österreichischen Botschaft in Zagreb (Kroatien) tätig, danach in der Österreichischen Botschaft Prag, in Sofia (Bulgarien) und dann im Österreichischen Außenministerium in Wien.
Anfang November 2006 wurde Wicke Botschafterin in Vilnius (Wilna/Litauen), wo sie die gemeinsamen Kulturhauptstädte Wilna und Linz (Linz09) begleitete,Ab 2009 fungierte sie als Botschafterin in Kuala Lumpur (Malaysia, mitakkrediert in Brunei Darussalam).
Seit 2013 wird Wicke wieder am Außenministerium in Wien verwendet, wo sie für die Beziehungen zu den Staaten Afrikas südlich der Sahara, die Zusammenarbeit mit der Afrikanischen Union (AU) sowie den afrikanischen Regionalorganisationen zuständig ist (Abteilungsleiterin II.6). Am 26. September 2018 wurde sie zur österreichischen Botschafterin in Bulgarien ernannt.